# Edoardo Vianello
Edoardo Vianello (Roma, 24 giugno 1938) è un cantautore, produttore discografico e attore italiano.
Assieme a Nico Fidenco, Gianni Meccia e Jimmy Fontana, Vianello può considerarsi esponente di una "Scuola romana" dei cantautori, che faceva capo alla RCA di Vincenzo Micocci e si contrappone alla scuola genovese per un genere più spiritoso e disimpegnato, che si presta maggiormente alla fruizione estiva e al ballo. È uno tra gli artisti italiani che ha venduto il maggior numero di dischi con oltre 65 milioni di copie.

## Biografia
Figlio del poeta futurista veneto Alberto Vianello, che era il cugino dell'attore Raimondo Vianello, Edoardo è nato e cresciuto nel quartiere romano di San Giovanni.
Da bambino inizia a suonare la fisarmonica, provando ad inventare nuovi motivi. Studente di ragioneria, suona la chitarra in alcune orchestre, esibendosi come musicista in qualche locale della sua città; il debutto come cantante avviene invece il 22 aprile 1956, quando si presenta in pubblico in occasione di uno spettacolo allestito dagli alunni dell'Istituto di ragioneria Leonardo da Vinci (dove lo stesso Vianello studiava), al Teatro Olimpico di Roma, facendo il verso al leggendario gruppo gospel statunitense Golden Gate Quartet: Edoardo si esibisce, insieme ad un quartetto di finti “negretti”, interpretando il brano Jerico e una canzone dell'ancora poco conosciuto Domenico Modugno, Musetto, presentata da Gianni Marzocchi al Festival di Sanremo dello stesso anno e resa celebre poi dal Quartetto Cetra.
Il vero debutto professionale avviene nel 1959 come attore e cantante, nella compagnia di Lina Volonghi, Alberto Lionello e Lauretta Masiero (il capocomico è Lucio Ardenzi), in due lavori teatrali intitolati Mare e Whisky (di Guido Rocca) e Il Lieto Fine (di Luciano Salce), con musiche di Piero Umiliani ed Ennio Morricone. Incontra Teddy Reno, che gli fa conoscere un suo amico, il paroliere Carlo Rossi (nessun legame con il Carlo Alberto Rossi di E se domani): questi scrive testi allegri e spensierati e sta cercando un musicista per trarne delle canzoni, e Vianello si dimostra subito interessato. In breve i due compongono alcuni brani che Vianello comincia a far girare: in una delle sue serate viene notato da un funzionario della RCA, e in breve ottiene un contratto che gli consente di pubblicare nello stesso anno il suo primo 45 giri, Ma guardatela.
Segue pochi mesi dopo Umilmente ti chiedo perdono, scritta con l'attore Gianni Musy e Siamo due esquimesi, ispirata al film Ombre bianche: quest'ultima è la prima canzone in cui si fa accompagnare dai Flippers, che oltre ad essere uno dei due suoi complessi di accompagnamento (l'altro sono i Discoboli) incideranno anche alcuni 45 giri per conto proprio. Nel 1961 partecipa per la prima volta al Festival di Sanremo con Che freddo!, incisa in seguito anche da Mina, Sergio Bruni, Claudio Villa e Sergio Endrigo. La canzone non riscuote un grande successo, ma gli permette comunque di farsi conoscere dal grande pubblico.
La prima partecipazione televisiva importante è Studio Uno, il celebre show con Mina, Don Lurio e le gemelle Kessler, dove il 4 novembre 1961 lancia quello che sarà il suo primo grande successo, Il capello. Il brano lo rende noto al grande pubblico come cantautore scanzonato, caratteristica che lo contraddistinguerà sempre nell’arco della lunga carriera: nella memoria collettiva i suoi successi sono parte integrante della colonna sonora delle estati spensierate degli anni ’60. L'arrangiamento de Il capello è di Luis Enriquez Bacalov, mentre per i successivi cinque anni le orchestrazioni dei suoi dischi sono curate da Ennio Morricone.
Nell'estate del 1962 Pinne fucile ed occhiali e Guarda come dondolo, che saranno poi inserite nella colonna sonora del film Il sorpasso di Dino Risi, ne segnano l’affermazione definitiva, sia come compositore che come cantante.
Nel 1962 scrive per Rita Pavone La partita di pallone, che sarà la canzone che la porterà al successo, e Sul cucuzzolo della montagna e nell'estate del 1963 ottiene altri due grandi successi discografici personali con Abbronzatissima e I Watussi.
Nel 1964 il singolo O mio signore, scritta assieme a Mogol, arriva in prima posizione nella classifica di vendite e vi resta per due mesi. Nello stesso anno pubblica in estate Hully gully in 10 e Tremarella.
Nel 1965 musica il primo testo scritto da Franco Califano, Da molto lontano. Nello stesso anno pubblica il suo disco per l'estate: Il peperone.
Partecipa al Festival di Sanremo 1966 con il brano Parlami di te, in coppia con Françoise Hardy, conquistando la finale. Lo stesso anno la Hardy lancia in Francia una canzone di Vianello Il est des choses, che diventerà un grande successo, riproposta poi in Italia da Tony Renis con il titolo di Ci sono cose più grandi. Durante l'estate di quell'anno è vittima di un gravissimo incidente stradale sull'Autostrada del Sole, che lo tiene lontano dalle scene per più di un anno.
Fonda con Franco Califano la casa discografica Apollo Records nel 1969, con la quale incideranno Amedeo Minghi, Renato Zero, Wilma Goich, lo stesso Califano e i Ricchi e Poveri.
Nel 1970 lancia, con la sua etichetta, i Ricchi e Poveri, presentandoli al Festival di Sanremo con La prima cosa bella e l'anno seguente con Che sarà.
Nel 1971 crea il duo I Vianella, insieme alla moglie Wilma Goich, che si imporrà a Un disco per l'estate del 1972 con il brano Semo gente de borgata e a quello dell'anno successivo con Fijo mio, scritta da Franco Califano e Amedeo Minghi.
I Vianella partecipano a Canzonissima '73 di RaiUno, vincendo tutte le puntate e arrivando terzi alla finalissima.
Si separa da Wilma Goich nel 1978 e tre anni più tardi, nel 1981, il duo si scioglie anche in concomitanza con la rivalutazione da parte del pubblico e della critica delle canzoni degli anni '60, tant'è che Vianello può riprendere la sua carriera di solista. Lo storico duo si ricostituirà nel 2014 registrando un CD dal titolo C'eravamo tanto amati....
Nel 1982 partecipa al film Sapore di mare di Carlo Vanzina, nel quale interpreta se stesso, e ben 7 sue canzoni fanno parte della colonna sonora.
Interpreta la canzone Li immortacci nel 1996, contenuta nell'album Eat the Phikis di Elio e le Storie Tese, insieme a Giorgia; il brano cita un frammento musicale del suo più grande successo I Watussi. Nello stesso anno festeggia i suoi quarant'anni di carriera nel quartiere popolare di Tor Pignattara di Roma, con un grande concerto intitolato Festa de borgata.
Nel 2003 il cantante Brusco lancia una versione rap di Abbronzatissima, che primeggia per diverse settimane nelle classifiche.
Partecipa al reality di RaiUno Il Ristorante nel 2005, che si concluderà con il lancio di una torta in faccia lanciata ad Antonella Clerici dalla futura terza moglie Elfrida Ismolli, che sposerà il 19 aprile 2006.
Celebra i cinquant'anni di carriera nel 2006 con due concerti al Parco della Musica di Roma, il primo in aprile alla Sala Sanipoli e il successivo in luglio alla Cavea, dai quali trae il materiale per realizzare un DVD dal titolo 50 primavere per una lunga estate.
Nel 2008 registra un CD dal titolo Replay, nel quale ripropone, alla sua maniera, tutti i successi che negli anni '60 facevano concorrenza al suo repertorio, e che spesso attribuivano a lui (Sei diventata nera, Stessa spiaggia stesso mare, Il pullover, Con te sulla spiaggia, Luglio ecc.).
A maggio 2010 la canzone I Watussi ha ottenuto la certificazione dal Guinness dei Primati per essere stata riprodotta diecimila volte.
Il 21 aprile 2013, in collaborazione con il Comune di Roma, organizza un grande omaggio pubblico al suo amico e collaboratore Franco Califano, morto 20 giorni prima, con il concerto Non escludo il ritorno svoltosi in piazza del Popolo a Roma, al quale partecipano grandissimi ospiti, tra cui Minghi, Peppino di Capri, Raf, Zampaglione, Fiorello, Bonolis, Fiorini, Fred Bongusto, Mariella Nava, Anna Tatangelo, Renato Zero, Max Tortora, Gianluca Grignani, Simone Cristicchi, Luisa Corna, presentato da Fabrizio Frizzi. Saranno presenti oltre 40.000 persone.
Nel 2016 festeggia i sessant'anni di carriera alla Terrazza Caffarelli in Campidoglio con una bellissima festa.
Nel 2017 è protagonista, insieme ad Adriano Panatta, Claudio Lippi e Lando Buzzanca del programma di RaiDue Meglio tardi che mai, girato in Giappone. Nell'estate dello stesso anno pubblica con il gruppo napoletano dei Quisisona la canzone Vecchio Twist.
Nel 2018 festeggia il suo 80º compleanno, con un concerto evento sulla Piazza del Campidoglio, a Roma, dal nome "Quattro volte venti". Insieme al nipote Andrea Vianello, scrivono una canzone per l'occasione dal titolo "Piano Piano".
Nel 2022 partecipa alla terza edizione de Il cantante mascherato con la maschera del Pinguino.
Nel 2022 durante la 14ª edizione del Premio Sette Colli, celebrato al Campidoglio, vince un riconoscimento speciale dedicato alla Romanità.
Nel 2023 pubblica con Baldini+Castoldi, l'autobiografia "Nel continente c'ero - La favolosa storia vera del re dell'estate". Nello stesso anno, Myss Keta arriva prima nelle classifiche con il remix del "Il Capello", con il nuovo titolo "FINIMONDO", vincendo anche il disco d'oro.

## Vita privata
Nel 1967 Edoardo Vianello sposa la cantante Wilma Goich e dalla loro unione, nel 1970, nasce la primogenita Susanna. Nel 1991 il cantautore si risposa con una donna di nome Vania Muccioli e insieme a lei ha il suo secondogenito, Alessandro Alberto. Nel 2006, dopo il secondo divorzio, Vianello si sposa di nuovo e il nome della sua terza moglie è Elfrida Ismolli. Subisce un grave lutto nel 2020 quando perde la figlia Susanna che muore a causa di un tumore.

## Discografia

### Album in studio
- 1963 - Io sono Edoardo Vianello (RCA Italiana, PML 10333)
- 1964 - Arrivano...i mostri (RCA Italiana, PML 10369; con The Flippers)
- 1965 - Bienvenido...Edoardo Vianello (RCA Victor, AVL-3565)
- 1965 - Edoardo Vianello allo Studio A (live) (RCA Italiana, serie Special, S 2)
- 1973 - Homeide (Amici, AMC 2002) con Amedeo Minghi e Wilma Goich
- 1982 - Windsurf (Euro Music Corporation, EUR MLP 606)
- 1987 - Vivere insieme (Amici, AMC 1001)
- 1988 - La lunga estate di Edoardo Vianello (Amici, AMC 2001)
- 1990 - L'estate ballando (Amici)
- 1991 - Arriva l'onda: Siamo rovinati (BMG Ariola)
- 1993 - L'età della ragione (Interbeat)
- 1990 - L'estate ballando (Interbeat)
- 1993 - L'età della ragione (Interbeat)
- 1994 - Arriva l'onda:Siamo rovinati (BMG *con i Pandemonium)
- 2001 - Il meglio di Edoardo Vianello (BMG)
- 2003 - Tutte in un colpo (MBO/Universal)
- 2004 - Abbronzatissima remix (MBO/Universal)
- 2006 - 50 primavere per una lunga estate (CD e DVD) (Azzurra)
- 2007 - Edoardo Vianello in concerto (Amici AMC 080)
- 2008 - Replay - L'altra mia estate (Amici)

### Compilation
- 1964 - I grandi fanno il surf (RCA Italiana PML 10374) con Gianni Morandi, Nico Fidenco, Jenny Luna, Jimmy Fontana, e altri
- 1965 - Edoardo Vianello in Spagna (RCA Victor)
- 1966 - Edoardo Vianello canta en espanol (RCA Victor MKE-559)
- 1966 - Edoardo Vianello in Germania (RCA Victor)
- 1966 - Mi vacha lechera (RCA Victor)
- 1967 - Surf contro Hully Gully (RCA Italiana)
- 1969 - Canta Italia (RCA Italiana)
- 1972 - Protagonisti - Edoardo Vianello (RCA Italiana)
- 1992 - Supermusic - Abbronzatissima
- 1994 - Ricordi - Il meglio di..
- 2011 - Il Re Mida dell'estate (Vianello Edizioni Musicali)
- 2011 - Primi passi-Gli esordi (Vianello Edizioni Musicali)
- 2019 - Edoardo Vianello canta Andrea Vianello (Vianello Edizioni Musicali)
- 2020 - Live-Non è Vianello (Vianello Edizioni Musicali)
- 2021 - Edoardo Vianello in duets (Vianello Edizioni Musicali)

### 45 giri
- 1959 - Ma guardatela/Troppo piccola (RCA Camden CP 7; pubblicato anche come RCA Italiana, PM45-0007)
- 1959 - Chi siamo/Non pensiamo al domani (RCA Camden CP 36)
- 1959 - Kiss Me, Miss Me/Love in Portofino (RCA Camden CP 40; pubblicato anche come RCA Italiana, PM45-0040)
- 1960 - Silvia/Ho tutto per essere felice (RCA Camden CP 70)
- 1960 - Siamo due esquimesi/Chi siamo (RCA Camden CP 123)
- 1961 - Che freddo!/M'annoio (RCA Camden CP 125)
- 1961 - Il capello/Non pensiamo al domani (RCA Italiana PM 0134)
- 1961 - Cicciona cha cha / Ornella (RCA Italiana PM 0139)
- 1961 - Umilmente ti chiedo perdono/Nun indaga' (RCA Italiana PM 3001)
- 1961 - Un generale e mezzo / Faccio finta di dormire (RCA Italiana PM 3051)
- 1961 - Cicciona cha cha/Ornella (RCA Italiana PM 3052)
- 1962 - Pinne fucile ed occhiali/Guarda come dondolo (RCA Italiana PM 3100)
- 1962 - Twist dei vigili/Corri corri * interpr.da Gianni Morandi (RCA Italiana PM 3162)
- 1962 - Il sorpasso/La vida facil (RCA Victor MKE-486)
- 1962 - Ti amo perché/Ma guardatela[2] (RCA Italiana PM 3168)
- 1963 - Abbronzatissima/Il cicerone (RCA Italiana PM 3200)
- 1963 - I Watussi/Prendiamo in affitto una barca (RCA Italiana PM 3207)
- 1963 - O mio Signore/Non esiste più niente (RCA Italiana PM 3237)
- 1963 - Hully gully in 10/Sul cucuzzolo (RCA Italiana PM 3260)
- 1964 - Tremarella/L'ultima sera (RCA Italiana PM 3270)
- 1964 - Le tue nozze/Da molto lontano (RCA Italiana PM 3277)
- 1965 - Il peperone/Nei paesi latini (RCA Italiana PM 3320)
- 1965 - Un giorno in più/Se ti incontrerò (RCA Italiana PM 3333)
- 1966 - Parlami di te/Stasera ho vinto (RCA Italiana PM 3344)
- 1966 - Carta vetrata/Ora tocca a te (RCA Italiana PM 3359)
- 1967 - Nasce una vita/Se malgrado te (RCA Italiana PM 3388)
- 1967 - Povero lui/Invidierò (RCA Italiana PM 3411)
- 1968 - Ma non c'eri tu/Mio piccolo amore (ARC AN 4149)
- 1969 - La marcetta/Cuore made in Italy (ARC AN 4173)
- 1970 - La partita alle tre/Tornare a casa (Apollo)
- 1971 - E brava Maria!/Caro amico (Apollo ZA 50185)
- 1978 - Amore mio/Questa sera è venuta a trovarmi Lucia (Fonit Cetra SP 1694)
- 1981 - Spaccaquindici/Sta a vedere che volo (F1 Team P 601)
- 1981 - Al mare con te/Acqua Minerale (Euromusic EUR 1963)
- 1982 - Windsurf/Cantare (Euromusic EUR 1977)
- 1983 - Le soleil/Ore di mare (Big Music ZBBM 7332)
- 1987 - Vivere insieme/Per fortuna ci sei tu (Amici AMC 1001)
- 2012 - Tremarella MIX (Amici AMC 1201)
- 2015 - Vianellanea (Amici AMC 1501)
- 2017 - Vecchio Twist
- 2018 - Il sorpasso (Amici AMC 1801)
- 2019 - Piano Piano (Amici AMC 1901)
- 2021 - Watussi Remix (Amici AMC 2001)

## Filmografia

### Attore
- Canzoni a tempo di twist (1962)
- Urlo contro melodia nel Cantagiro 1963 (1963)
- Canzoni in... bikini (1963)
- I ragazzi dell'Hully Gully (1964)
- Viale della canzone (1965)
- Questi pazzi, pazzi italiani (1965)
- 008 operazione ritmo (1965)
- Altissima pressione (1965)
- Ciao Italia (1965) (TV)
- Questo pazzo, pazzo mondo della canzone (1965)
- Cuando calienta el sol... vamos alla playa (1983)
- Sapore di mare (1983)

### Colonne sonore
- Il sorpasso (1962) (autore e interprete di Guarda come dondolo e Pinne fucile ed occhiali)
- Ieri oggi e domani (1963) (autore e interprete di La partita di pallone)
- La visita (1963) (autore e interprete di I Watussi)
- I mostri (1963) (autore e interprete di Abbronzatissima)
- Il comandante (1963) (autore di Guarda come dondolo)
- I marziani hanno dodici mani (1964) (autore di Tremarella)
- Miracle shojo Limit-chan (1973) TV Series
- Storia di Piera (1983) (autore e interprete di Guarda come dondolo)
- Plata quemada (2000) (autore e interprete di Guarda come dondolo e Abbronzatissima)
- In fabbrica (2007) (autore e interprete di Tremarella)